# Argen
Argen er en flod i  de tyske delstater Baden-Württemberg og Bayern og er en af Rhinens bifloder fra højre (via Bodensøen) med en længde på 78 km. Den har sit udspring hvor floderne Untere Argen (Nedre Argen) og Obere Argen (Øvre Argen) løber sammen.  Untere Argen har sit udspring øst for Missen-Wilhams og Obere Argen nordvest for Oberstaufen, begge i Allgäu. Den løber gennem byerne Wangen im Allgäu og Isny, før før den munder ud i Bodensøen ved Langenargen.